# Super Survivor
Super Survivor é um single de Hironobu Kageyama. Foi lançado em 23 de julho de 2008 pela Lantis e possui oito faixas.

## Produção
O single foi feito para lançar músicas feitas para jogos eletrônicos da franquia Dragon Ball Z. "Super Survivor" foi usada em Dragon Ball Z: Budokai Tenkaichi e "KISEKI no HONOO yo MOE-AGARE!!", em Dragon Ball Z: Burst Limit.

## Recepção
Apesar de ser lançada como um single, a quantidade de faixas fez com que alguns o considerassem um "mini-álbum", e chegou a ser cadastrado na Oricon desta forma, acabando por atingir a 188ª posição no Oricon Albums Chart.

## Faixas
| N.º            | Título                                                              | Letras         | Música                  | Arranjo        | Duração |  |
| 1.             | "Super Survivor" (de Dragon Ball Z: Budokai Tenkaichi)              | Yuriko Mori    | Kenji Yamamoto e CAnoN. | K. Yamamoto    | 4:15    |  |
| 2.             | "Kiseki no Honō yo Moeagare!!" (de Dragon Ball Z: Burst Limit)      | Y. Mori        | K. Yamamoto e CAnoN.    | K. Yamamoto    | 4:14    |  |
| 3.             | "Kodoku-no-Hate-no Love & Peace"                                    | Yuka Muraishi  | K. Yamamoto             | K. Yamamoto    | 5:10    |  |
| 4.             | "Ginga-no Hoshikuzu"                                                | Ikuko          | H. Kageyama             | K. Yamamoto    | 4:53    |  |
| 5.             | "Finish'em Off" (versão de "Super Survivor" em inglês)              | cAnON.         | K. Yamamoto e CAnoN.    | K. Yamamoto    | 4:15    |  |
| 6.             | "Fight it Out" (versão de "Kiseki no Honō yo Moeagare!!" em inglês) | cAnON.         | K. Yamamoto e CAnoN.    | K. Yamamoto    | 4:14    |  |
| 7.             | "Super Survivor (instrumental)"                                     |                | K. Yamamoto e CAnoN.    | K. Yamamoto    | 4:15    |  |
| 8.             | "Kiseki no Honō yo Moeagare!! (instrumental)"                       |                | K. Yamamoto e CAnoN.    | K. Yamamoto    | 4:11    |  |
| Duração total: | Duração total:                                                      | Duração total: | Duração total:          | Duração total: | 35:27   |  |